# Joseph Latour (artiste)
Pour les articles homonymes, voir Latour.
Joseph Pierre Tancrède Latour né le 17 avril 1806 à Noé et mort le 1er mars 1863 à Toulouse est un dessinateur, peintre et lithographe français.
Artiste pyrénéiste, ses œuvres sont conservées dans plusieurs musées du Midi.

## Biographie
Formé à l'École supérieure des beaux-arts de Toulouse, Joseph Latour enseigne le dessin à l'Institution des Feuillants et son atelier de la place des Carmes fut fréquenté par Charles de Saint-Félix, Eugène Fil, Jules de Lahondès, Maxime Lalanne, Louise de Carayon-Talpayrac, Eugène de Malbos ou Jacques Raymond Brascassat.
Il est plus reconnu pour ses dessins et ses paysages d'après nature s'inscrivant dans le courant du romantisme que pour ses tableaux,. Il est rattaché aux paysagistes de l'école de 1830 (l'école de Barbizon).
Un ensemble de ses dessins sur la région de Luchon ont été lithographiés par ses soins par l'imprimerie Constantin à Toulouse au milieu du XIXe siècle.

## Œuvres
- Gaillac, musée des Beaux-Arts :
  - Retour de foire, 1850, huile sur toile ;
  - Jeune paysan espagnol en costume, dessin ;
  - À Ségovie, vieille Castille, dessin.
- Lavaur, musée du Pays cocagne.
- Lourdes, musée pyrénéen :
  - Vue de Troubat, dessin
  - Vue de Montréjeau, dessin
  - Barbazan, dessin
  - Saint -Béat, dessin
- Montpellier, musée Fabre :
  - Lac de Saounsat, dessin
- Toulouse, musée Paul-Dupuy :
  - Pins sauvages près Luchon, étude
- Toulouse, musée du Vieux Toulouse :
  - Souvenir de Bagnères-de-Luchon, aquarelle
  - Barbazan, dessin
  - Vue générale de Saint-Mamet, dessin
- Toulouse, musée des Augustins
  - Le jeu de couteau, 1858, huile sur toile[6].
  - Le Guadalquivir à Séville, 1855, dessin à la mine de plomb

## Expositions
- « Joseph Latour (1806-1863). Dessins d'un peintre voyageur, de Toulouse en Espagne », de février à mai 2011, musée des Beaux-Arts de Gaillac[7],[8],[3].

Œuvres de Joseph Latour
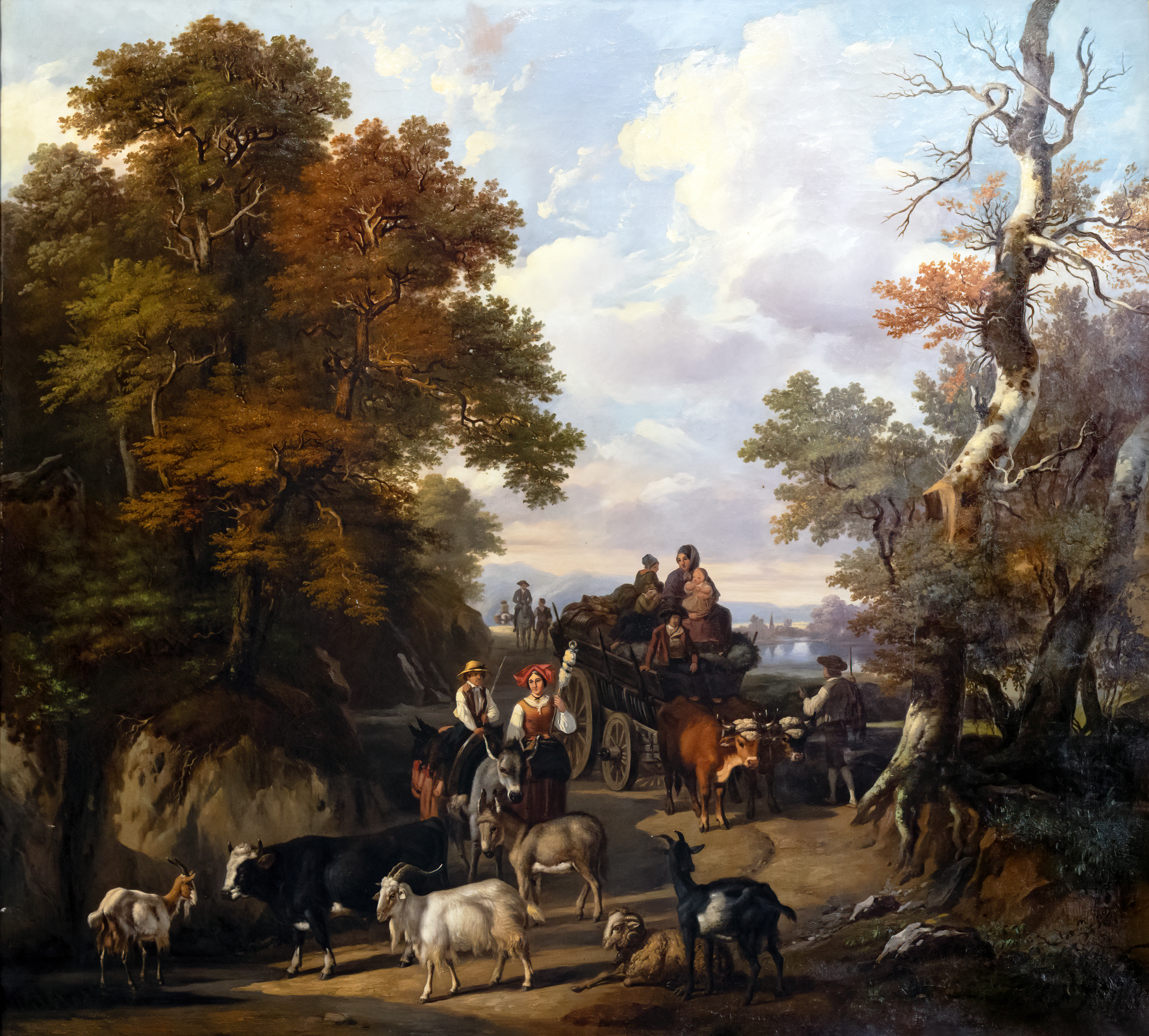
Retour de foire (1850), musée des Beaux-Arts de Gaillac.
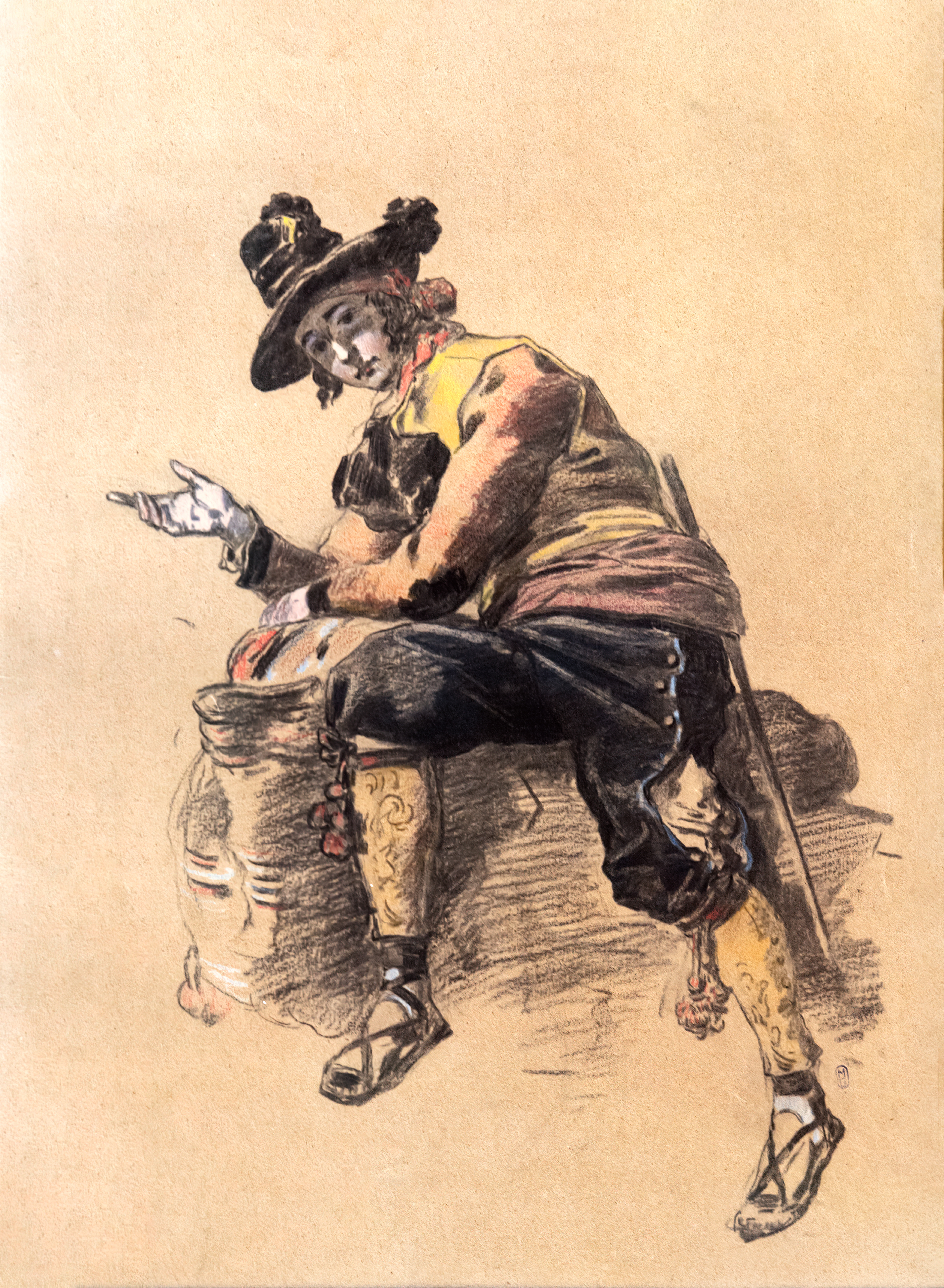
Jeune paysan espagnol en costume, musée des Beaux-Arts de Gaillac.
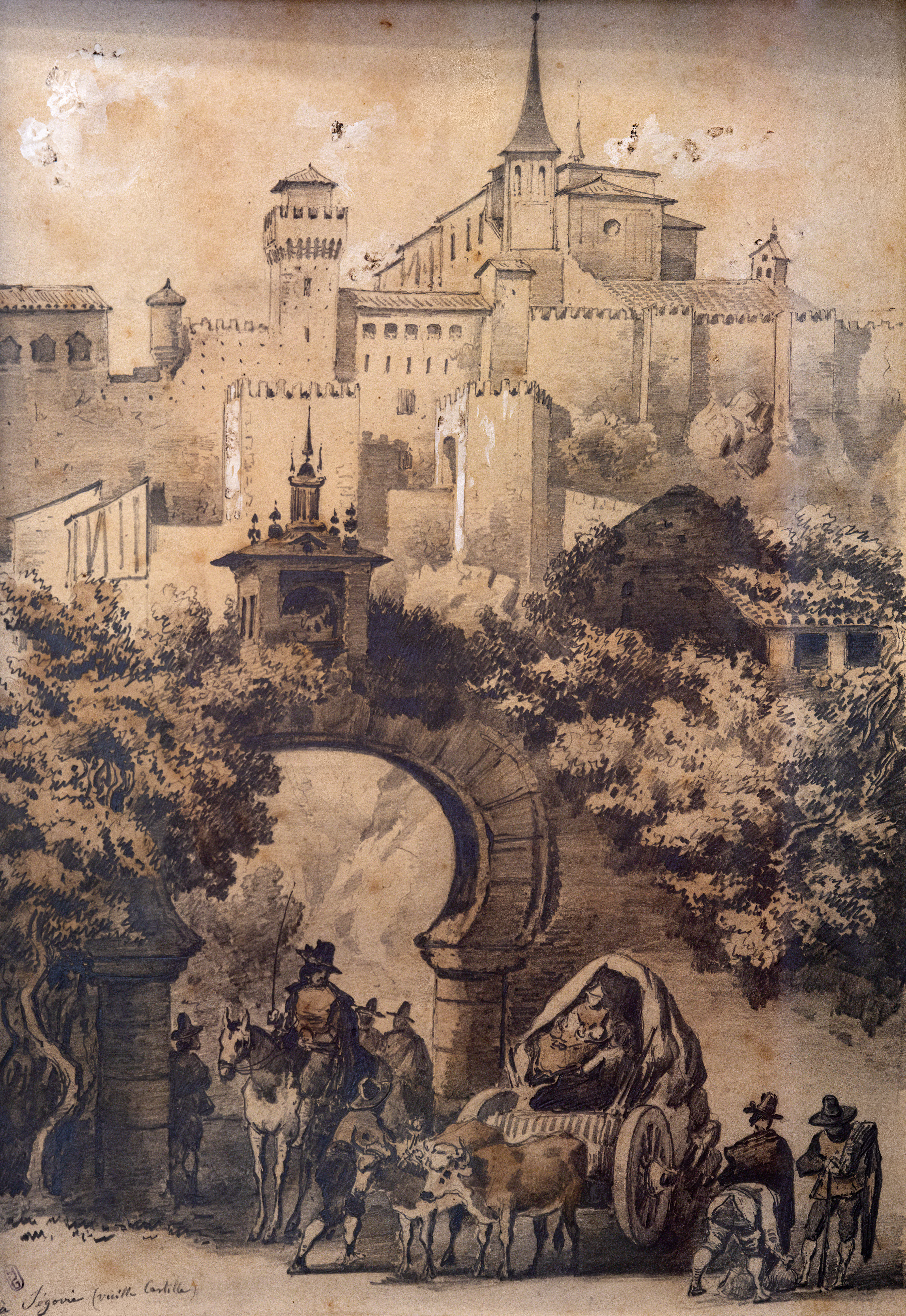
À Ségovie, vieille Castille, musée des Beaux-Arts de Gaillac.
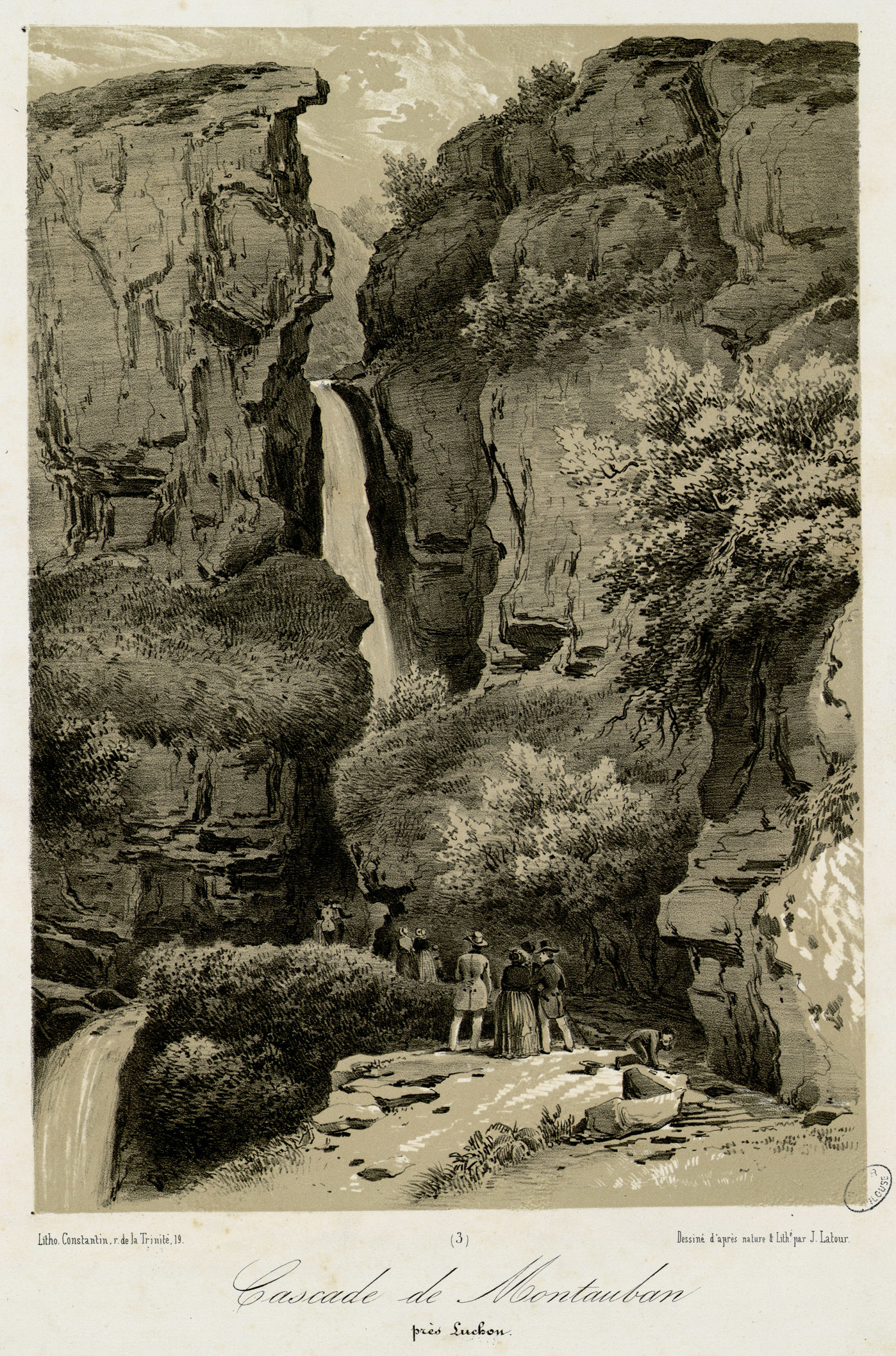
Cascade de Montauban près Luchon, lithographie.
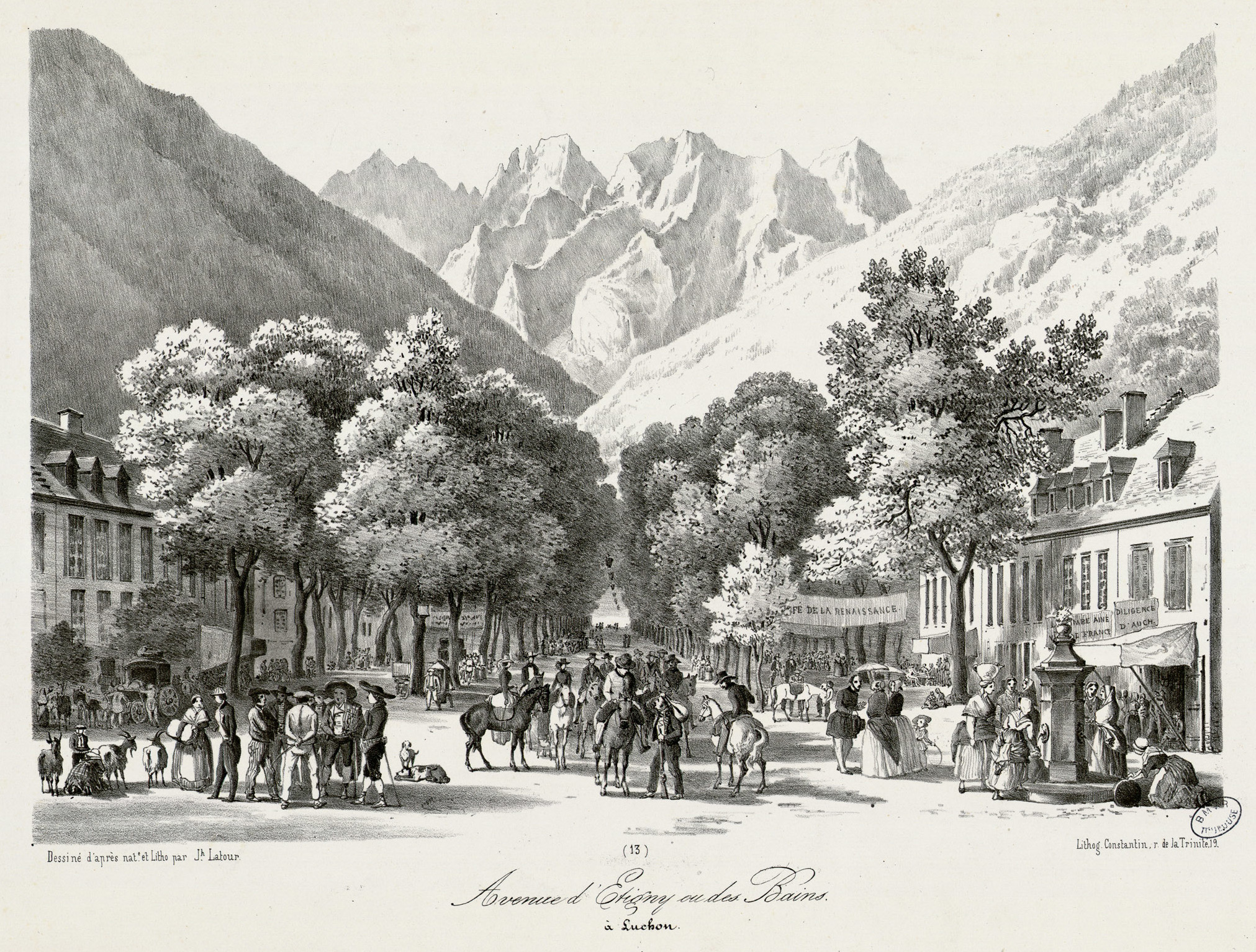
Avenue d'Étigny ou des Bains, à Luchon, lithographie.
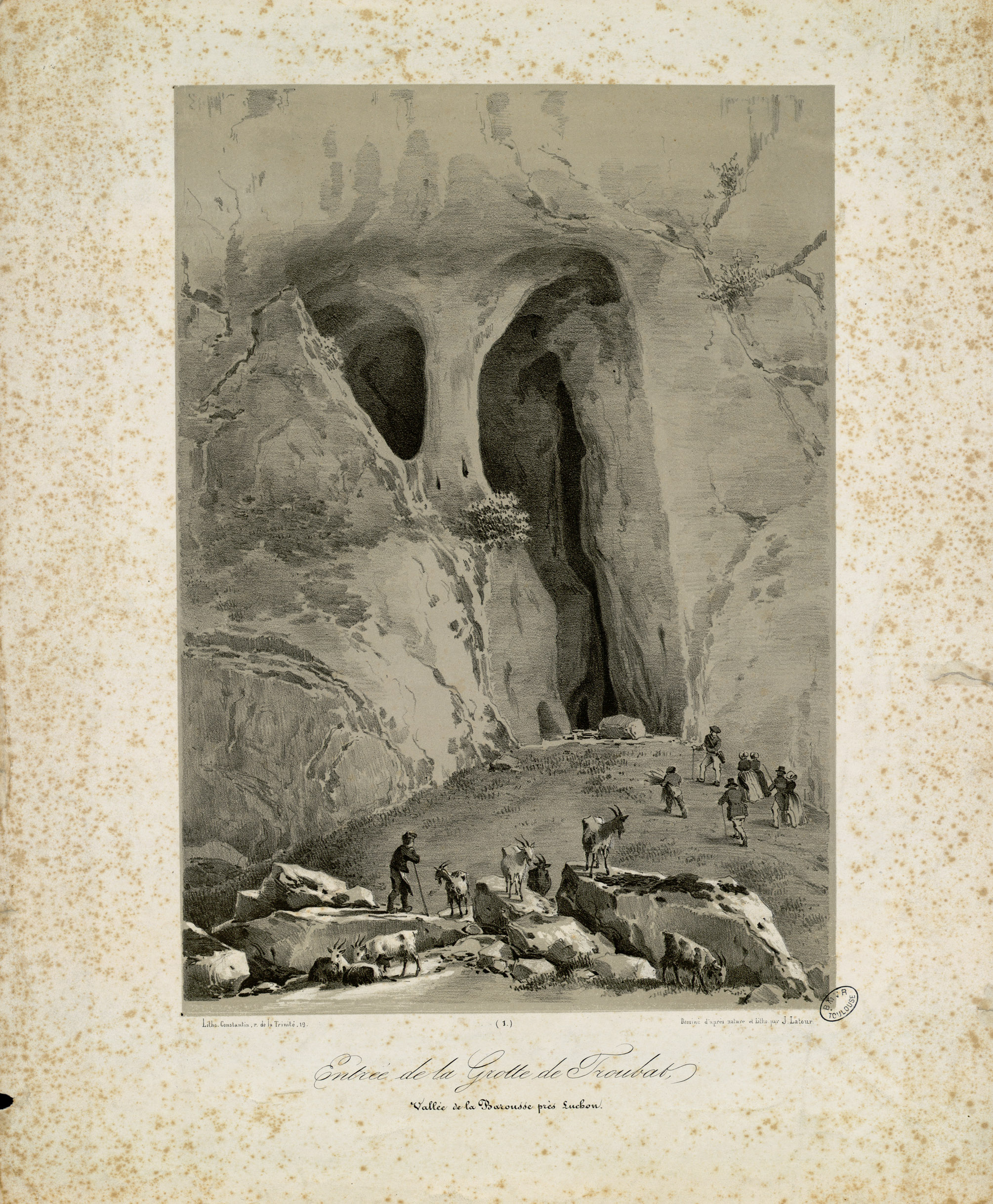
Entrée de la Grotte de Troubat, vallée de la Barousse près Luchon, lithographie.
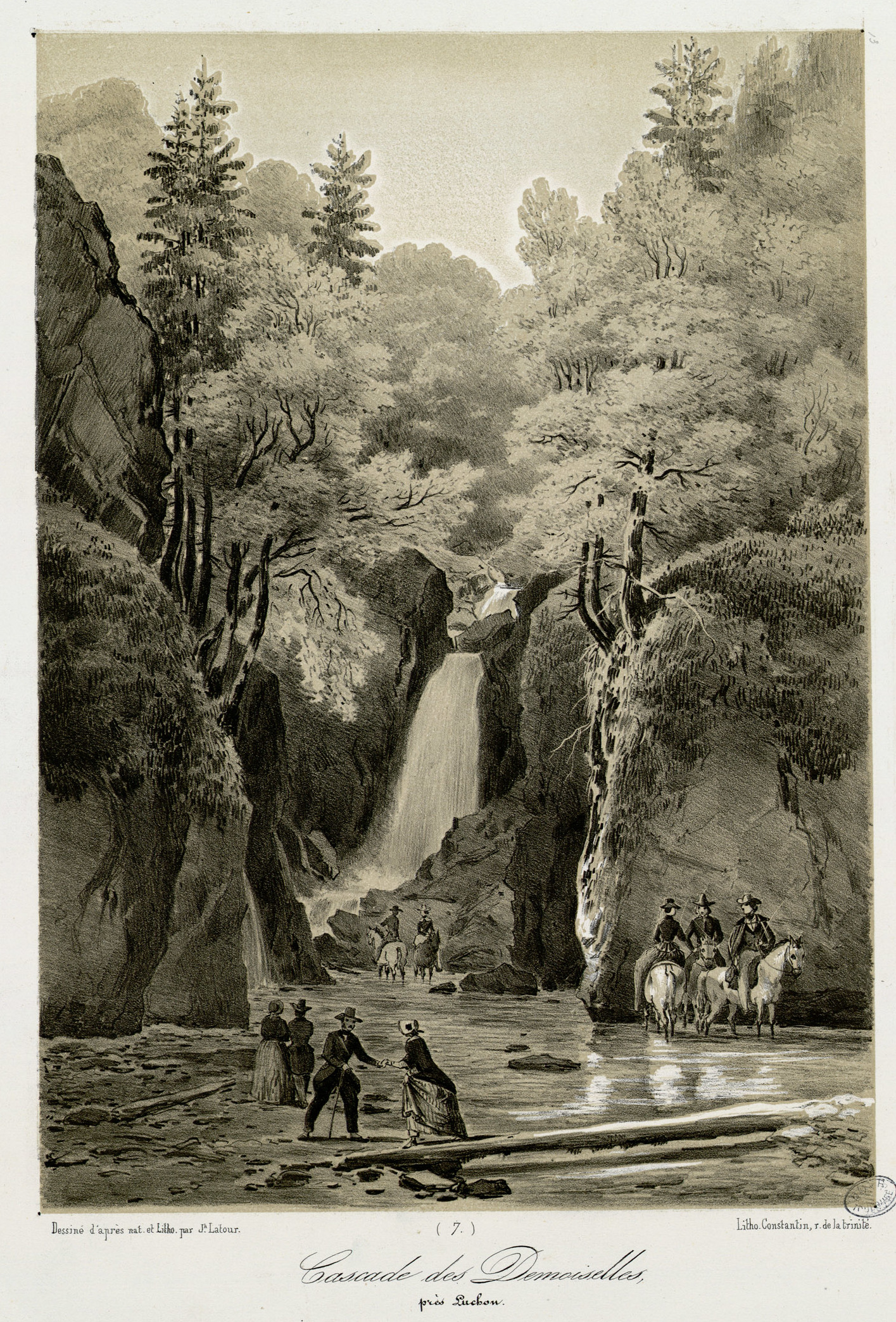
Cascade des Demoiselles, près Luchon, lithographie.
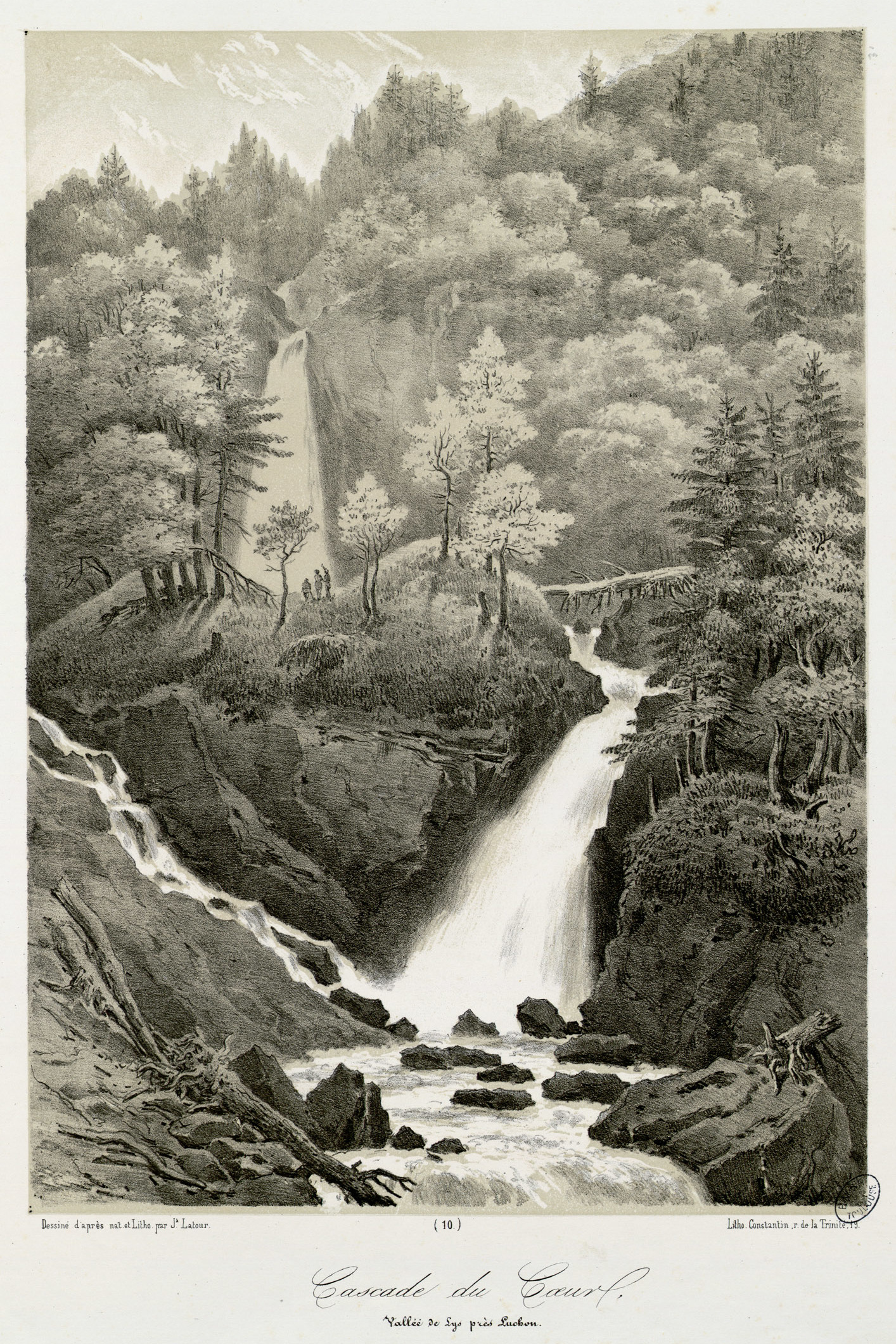
Cascade du Cœur, vallée de Lys près Luchon, lithographie.
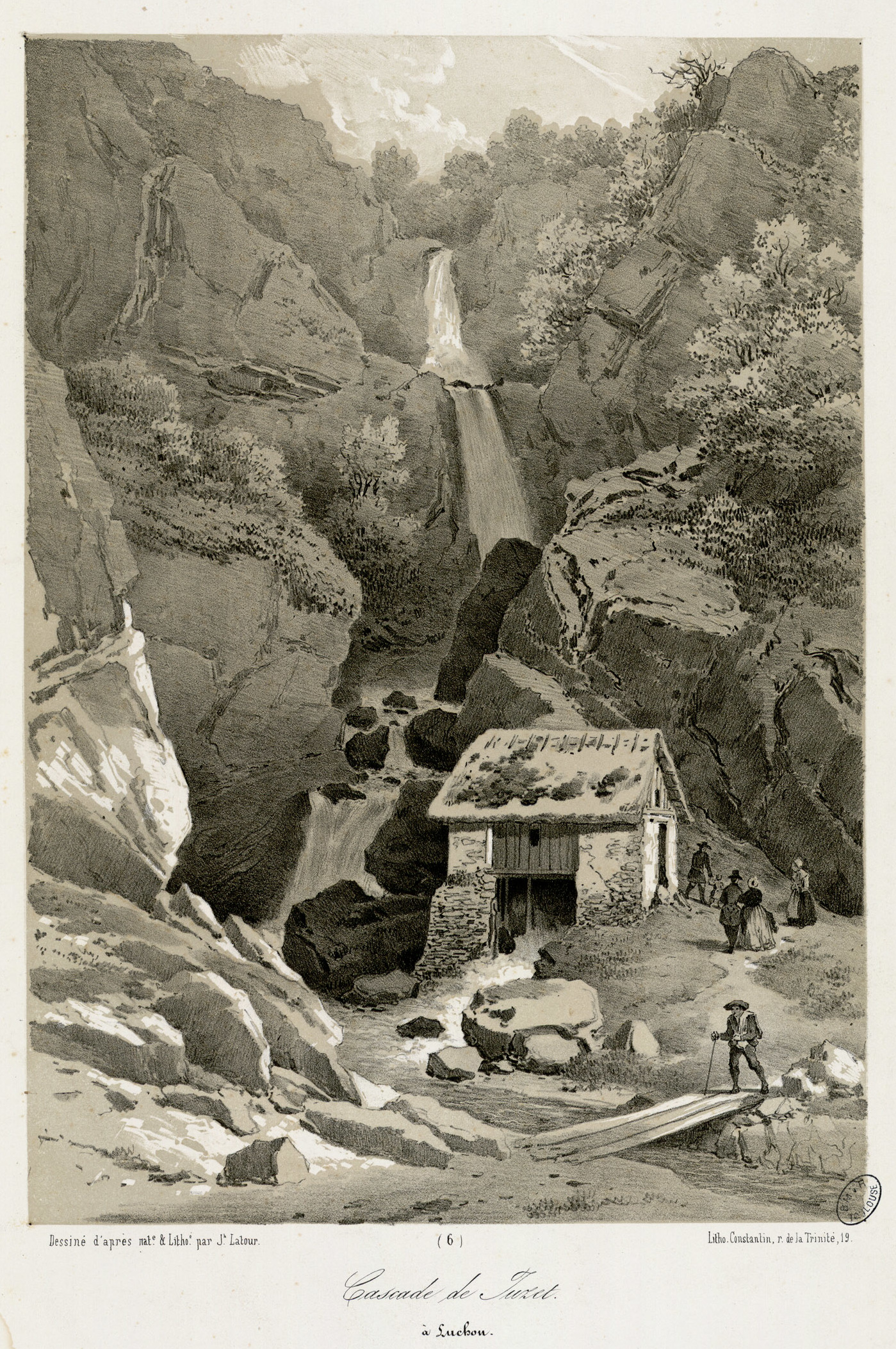
Cascade de Juzet, à Luchon, lithographie.